# عورتا

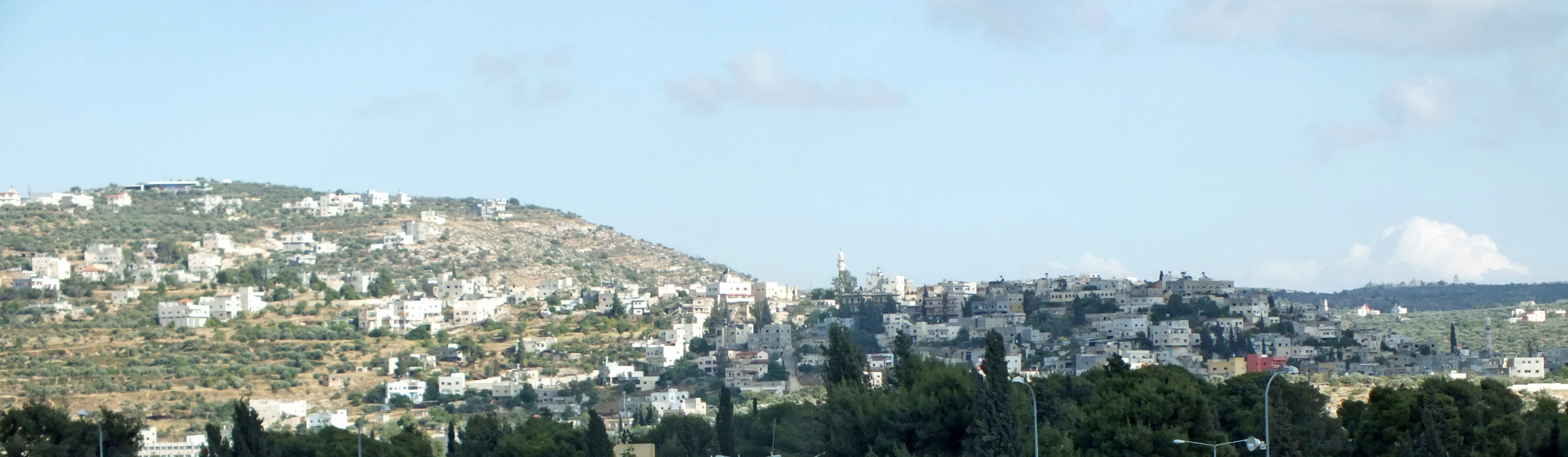
عورتا

عورتا هي قرية تقع إلى الجنوب الشرقي من مدينة نابلس على بعد 8 كم وتتبع محافظة نابلس يصل إليها طريق محلي يربطها بالطريق الرئيسي نابلس - القدس وطوله 2 كم. وفقًا للجهاز المركزي للإحصاء الفلسطيني، بلغ عدد سكان البلدة 7054 نسمة في عام 2017، وتبلغ المساحة المبنية في عورتا 540 دونم، ويحكمها مجلس القرية.

## التاريخ
سُكنت عورتا منذ العصور التوراتية وطوال حكم فلسطين من قبل الإمبراطورية البيزنطية والخلافة الإسلامية وخلال الدولة العثمانية. بين القرنين الرابع والثاني عشر، كانت القرية مركزا سامرياً هاماً لاحتوائها على إحدى المعابد السامرية الرئيسية، ويذكر أيضًا أن السامريين في عشرينيات القرن العشرين كانوا يعتقدون أن أغلبية سكان القرية أو جميعهم من أصل سامري.
سجّل الجغرافي العربي ياقوت الحموي في عام 1226، بينما كانت عورتا تحت الحكم الأيوبي، أنها كانت قرية أو بلدة صغيرة، على الطريق من نابلس إلى القدس. ووفقًا للسجلات السامرية، يوجد في كفر غويرة التي تسمى الآن عورتا قبر يوشع أو يشوع بن نون. ويقال أيضًا أن مفضل، ابن عم هارون مدفون هنا وتقع هذه في كهف، حيث دُفن أيضًا الأنبياء السبعون، ويقول كوندر وكيتشنر، مستشهدين بتقليد سامري آخر، إن إليعازر الكاهن هو الذي دُفن على مسافة صغيرة غرب عورتا في العزير، بينما دُفن يوشع بن نون في كفر حارس.

### العصر العثماني
تم دمج عورتا في الإمبراطورية العثمانية في عام 1517 مع كل فلسطين، وفي عام 1596 ظهرت في سجلات الضرائب على أنها تقع في ناحية جبل القبل، وهي جزء من سنجق نابلس، وكان عدد سكانها 50 أسرة، جميعهم مسلمون، وكان القرويون يدفعون معدل ضريبة ثابت بنسبة 33.3% على القمح والشعير والمحاصيل الصيفية وأشجار الزيتون والماعز أو خلايا النحل، بالإضافة إلى معصرة الزيتون أو العنب والإيرادات العرضية، بإجمالي 11194 آقجة.
تمت زيارة الموقع في القرن السابع عشر الميلادي من قبل المستكشف العثماني أوليا جلبي، وفي مذكراته المفصلة عن رحلاته، كتب أن عورتا كانت تقع بين بلاطة وحوارة أثناء السفر في البلاد من الشمال إلى الجنوب. ويشير إلى أنه في هذا المكان يقع بيت العزيز، الذي ترجم خطأً فيما بعد إلى بيت عزرا، ولكنه يعني في الواقع قبر العازار بن هارون، والذي كان قد تحول في ذلك الوقت إلى مسجد.
في عام 1838، أشار إدوارد روبنسون إلى القرية إلى جانب روجيب وأوديلا وهي جزء من قضاء البيتاوي، شرقي نابلس.
في عام 1870 زار فيكتور جورين القرية، ولاحظ أنه في الجزء العلوي كان هناك مسجد يسمى جامع منصور، ويحتوي على قبر ضخم مطلي باللون الأبيضفي عام 1882، وصفها مسحٌ أجرته مؤسسة فلسطين للأبحاث لغرب فلسطين بأنها قريةٌ تقع على المنحدرات شرق السهل، وتحيط بها ينابيع من الشرق وبساتين زيتون، وهي مبنيةٌ من الطوب والحجر، وهي متوسطة الحجم.

### عصر الانتداب البريطاني
في تعداد فلسطين عام 1922 الذي أجرته سلطات الانتداب البريطاني، بلغ عدد سكان عورتا 938 مسلمًا وارتفع في وقت تعداد عام 1931 إلى 1019 في 257 منزلًا. في إحصاءات عام 1945 بلغ عدد سكان عورتا مع أودالا 1470 نسمة، جميعهم مسلمون. مع 16106 دونم من الأراضي، وفقًا لمسح رسمي للأراضي والسكان ومن هذه المساحة، كانت 30 دونمًا من المزارع والأراضي المروية، و9406 دونمًا تستخدم لزراعة الحبوب بينما كانت 132 دونمًا من الأراضي المبنية الحضرية.

### العصر الأردني
في أعقاب الحرب العربية الإسرائيلية عام 1948، وبعد اتفاقيات الهدنة عام 1949، أصبحت عورتا تحت الحكم الأردني، وتم ضمها إلى الأردن في عام 1950.

### 1967
منذ حرب الأيام الستة عام 1967، أصبحت عورتا تحت الاحتلال الإسرائيلي. وافقت السلطة الوطنية الفلسطينية على ضمان حرية الوصول إلى هذه المواقع كما هو محدد في اتفاقية عام 1995 المؤقتة بشأن الضفة الغربية وقطاع غزة. بحسب معهد الأبحاث التطبيقية في القدس، فقد صادر الإسرائيليون مساحات كبيرة من أراضي عورتا، بما في ذلك 2450 دونمًا من الأراضي التي استخدمت لبناء مستوطنة إيتمار الإسرائيلية كما توجد تقارير متكررة عن عنف يمارسه المستوطنون الإسرائيليون تجاه المزارعين الفلسطينيين خلال موسم قطف الزيتون السنوي، ومع ذلك منذ عام 2007، عندما وافقت مجموعة من الناشطين الإسرائيليين حاخامات من أجل حقوق الإنسان على حماية المزارعين أثناء الحصاد، توقفت الهجمات مؤقتًا، وبحسب غسان دغلس، الذي يراقب المستوطنات في الضفة الغربية، استخدم إسرائيليون من مستوطنة إيتمار في 10 يوليو 2013 مناشير كهربائية لقطع آلاف أشجار الزيتون التي يملكها سكان القرية في بستان زيتون مساحته 600 دونم تملكه 25 عائلة من عورتا في منطقة تقع شمال بلدتهم كما أصبحت المنطقة المتضررة معزولة عن باقي القرية من خلال إقامة سياجين أمنيين من نوع إيتمار.
في عام 2010، قُتل اثنان من أبناء عمومة عورتا، صلاح قواريق 18 عاماً، ومحمد قواريق 19 عاماً، على يد جندي إسرائيلي، الذي أفرغ مخزن ذخيرته، وأطلق النار عليهما 29 مرة، وتكشف عمليات التشريح أن كلاهما تعرض لإطلاق النار من مسافة قريبة، وتقول مصادر فلسطينية إن الشبان أعدموا برصاص جنود الاحتلال أثناء عملهم في أرضهم. وتباينت الروايات الإسرائيلية مع مرور الوقت، فقد كانوا على أرضهم عندما لاحظهم أفري ران ‏ في العقار وأجبرهم على الجلوس، ثم اتصل بمنسق أمن المستوطنات، الذي اتصل بدوره بالقوات الإسرائيلية، وبعد ساعتين من الاتصالات بين الجنود والمقر الرئيسي، تم إطلاق النار على الرجال، وخلال الاستجواب قال الجنود الآخرون إنهم لم يشهدوا إطلاق النار، وتبين لاحقًا أنهم لم يحصلوا على تصريح من جيش الاحتلال الإسرائيلي لزراعة أراضيهم.

## الجغرافيا
تطل  عورتا على ثلاث جبال متوسطة الارتفاع مكسوة بالأشجار ترتفع عن سطح البحر 600 متر. تبلغ مساحة أراضيها (16,100) دونم، بلغ عدد سكانها عام 1922 حوالي 938 نسمة وفي عام 1945 حوالي 1,470 نسمة وبعد الاحتلال الصهيوني عام 1967 حوالي 1,500 نسمة ارتفع إلى 3,000 عام 1987م في حين بلغ عدد سكانها 5,623 لعام 2007 وفي التعداد السكاني عام 2013م بلغ عدد سكانها في الداخل 13,765 نسمة وفي الشتات حولي 50,134 نسمة يتركز معظمهم في المملكة الأردنية الهاشمية ويوجد عدد كبير منهم في البرازيل والأرجنتين وأمريكا والسويد وجزيرة مارتينيك التي كان حاكمها الإداري تركي مظهر عواد لمدة تجاوزت 13 سنة، أنشئت فيها عام 1948 عيادة طبية على نفقة أفراد القرية تتداخل أراضيها مع أراضي القرى المجاورة ويحيط بها أراضي قرى بيتا، حوارة، بورين، روجيب، اودلة وعقربا. عورتا هي واحدة من مجموعة قرى تسمى المشاريق أو مشاريق البيتاوي أو مشاريق نابلس.

## الاقتصاد
يوجد في عورتا حوالي ستين شركة، معظمها تعمل في مجالات التجارة والصناعات الصغيرة لإعادة التدوير، قبل الانتفاضة الثانية كان حوالي 40% من القوى العاملة تعمل في إسرائيل، في حين كان 15% يعملون في قطاعي الزراعة وتربية الحيوانات. معدل البطالة يصل إلى ما يقرب من 35%. لا يوجد في المدينة شبكة مياه أو صرف صحي يوجد بئر عام تابع لبلدية نابلس.